# Wydawnictwa drapieżne
Wydawnictwa drapieżne (zjawisko określane także jako czasopisma drapieżne lub nauka drapieżna, z ang. predatory journals) – nieetyczny (choć zwykle legalny) model biznesowy niektórych wydawnictw. Model ten opiera się na publikacji artykułów naukowych, zwykle w formie otwartego dostępu w czasopismach naukowych, w zamian za uiszczenie przez autora opłaty. Wydawnictwa tego typu nie przeprowadzają odpowiedniego procesu recenzji naukowych i publikują wszystkie nadesłane prace. Czasem podają fałszywe informacje nt. swojego zespołu redaktorskiego, procesu recenzji czy wskaźnika cytowań. Tytuły czasopism drapieżnych czasem bardzo przypominają tytuły uznanych czasopism naukowych, a w skrajnych przypadkach oszuści podszywają się pod renomowane czasopisma.
Wedle definicji przyjętej przez Narodowe Centrum Nauki czasopisma drapieżne to „czasopisma, w których publikowane prace naukowe nie podlegają ocenie eksperckiej lub wykonana jest ona w oparciu o bardzo niskie standardy. Czasopisma te mają charakter wydawnictw publikujących w tzw. otwartym dostępie, często oferują swe usługi po wygórowanych cenach, z krótkim procesem publikacyjnym”. Określenie „czasopisma drapieżne” pochodzi od terminu „nauka drapieżna” (predatory science), który na początku lat dwutysięcznych wprowadził amerykański bibliotekarz Jeffrey Beall. Zjawisko dotyczy czasopism czy szerzej wydawców, którzy oferują publikację za opłatą w tzw. złotym, otwartym dostępie (gold open access).
Powiązanym zjawiskiem są tzw. konferencje drapieżne (ang. predatory conferences lub predatory meetings), które zwykle akceptują wszelkie prezentacje, bez kontroli ich jakości, oraz wieloautorskie monografie publikowane w wydawnictwach quasi-naukowych. Taka oferta konferencyjna i wydawnicza skierowana jest najczęściej do młodych naukowców, zazwyczaj doktorantów.
Celem wydawnictw drapieżnych jest z jednej strony pozyskanie przez wydawcę opłat od autorów pobieranych za publikację, z drugiej zaś wykreowanie dobrze wyglądającego „na pierwszy rzut oka” dorobku naukowego badacza do późniejszego przedstawienia w trakcie procedur awansowych lub stypendialnych. Publikowanie w takich wydawnictwach jest częstsze wśród autorów młodszych oraz z krajów rozwijających się.